# Gibraltar Chronicle
Gibraltar Chronicle är en nationell tidning som publicerats i Gibraltar sedan 1801 och som dagstidning sedan 1821. Det är Gibraltars äldsta etablerade dagstidning och världens näst äldsta engelskspråkiga tidning i kontinuerligt tryck. Dess första scoop var nyheten om Storbritanniens seger vid slaget vid Trafalgar.
Tidningens redaktion finns i Watergate House, och tryckerierna finns i New Harbors industriområde.

## Historia

### Grundande
Gibraltar Chronicle kom till som en militärtidning för den brittiska garnisonen vid Gibraltar. Offerlistor och nyheter var långsamma under 1700-talet, och när fem regementen från Gibraltars garnison omgående skeppades till Egypten 1801, sattes nyheten upp på en anslagstavla i Gibraltars garnisonbibliotek.
Snart beslutades att informationen skulle göras tillgänglig för allmänheten, och en fyrsidig bulletin med rubriken "Continuation of the INTELLIGENCE FROM EGYPT received by His Majesty's ship Flora in three weeks from Alexandria" trycktes på Garrison Library-pressen den 4 maj 1801. Nyheten om Horatio Nelsons seger i Köpenhamn dök upp på fjärde sidan, tillsammans med namnen på officerare som dött under landstigningen i Egypten. Den andra upplagan trycktes den 8 maj 1801.
Den första redaktören var en fransman vid namn Charles Bouisson. Han hade bosatt sig i Gibraltar 1794.

### 1805
Gibraltar Chronicle publicerade nyheten om segern vid Trafalgar den 23 oktober 1805, det vill säga bara två dagar efter händelsen, på engelska och franska. Han inkluderade ett brev från amiral Collingwood till guvernören i Gibraltar, Henry Edward Fox, som gav en redogörelse för slaget. Tidningen lyckades få nyheten så snabbt, eftersom den brittiska flottan en dag efter slaget stött på en fiskebåt som förde en rapport från amiral Collingwood till Gibraltar. Fem dagar efter slaget vid Trafalgar skickade Cuthbert Collingwood nyheter om segern till löjtnant Lapenotiere, befälhavare för skonaren Pickle, som var på väg till England. Premiärminister William Pitt och kung Georg III fick inte nyheter om segern förrän tidigt den 6 november, och The Times publicerade informationen först den 7 november.
Nästan en vecka innan nyheterna nådde London tryckte Gibraltar Chronicle även den första fullständiga redogörelsen kring Horatio Nelsons agerande i slaget vid Trafalgar. Som källor användes främst förstahandsberättelser som sedan modifierades, och denna publikation är källan till flera legender kring amiral Nelson och hans agerande under slaget.

### Utveckling och senare år
De första 160 utgåvorna av tidningen återtryckte utdrag från The London Gazette, spanska, franska och ryska domstolshandlingar, parlamentsdebatter och proklamationer, militära marina kungörelser, lokala lagar, växlingstariffer och rapporter hämtade från utländska dagstidningar. Där fanns få insändare, annonser eller meddelanden om sociala sammankomster, utom sådana som hade samband med det kungliga hovet och aktiviteter bland medlemmar av garnisonen. Därför innehöll tidningen under dessa år endast föga lokalt innehåll. Gibraltar Chronicle såldes till ett pris av 1 1/2 realer, och läsekretsen utgjordes mestadels av Gibraltars tjänstemän eller militärer.
Gibraltar Chronicle förlorade sin militära karaktär först en bit in på 1900-talet. Den ägs numera av en fristående lokal investeringsfond.

## Arkiv
Två kompletta, eller nästan kompletta, uppsättningar av Gibraltar Chronicle existerar. Båda finns i Gibraltar. Garnisonsbiblioteket har en komplett serie från 1801 som inkluderar den berömda Trafalgarutgåvan. Biblioteket meddelade 2020 att en digitalisering av tidningssamlingen planeras. En nästan komplett uppsättning, från vilken endast de första åren saknas, finns på Gibraltar Archives.

## Källförteckning
1. ↑  ”Gibraltar Chronicle” (på engelska). https://www.chronicle.gi/. Läst 3 juni 2024.
2. 1 2  ”The Gibraltar Chronicle – The Gibraltar Garrison Library”. www.ggl.gi. https://www.ggl.gi/gibraltar-chronicle/. Läst 8 juni 2024.
3. ↑  Costasur.com. ”The Gibraltar Chronicle” (på engelska). gibraltar.costasur.com. https://gibraltar.costasur.com/en/chronicle.html. Läst 3 juni 2024.
4. ↑  ”Faith Matters for November 2005”. web.archive.org. 15 augusti 2007. Arkiverad från originalet den 15 augusti 2007. https://web.archive.org/web/20070815193543/http://www.stfaith.com/november05.htm. Läst 3 juni 2024.
5. ↑  ”The Battle of Trafalgar”. www.historyofwar.org. http://www.historyofwar.org/articles/battles_trafalgar2.html. Läst 3 juni 2024.
6. ↑   Gibraltar's Weather Records: The Gibraltar Chronicle, Letters, Diaries and Publications. Friends of Gibraltar & Gibraltar Heritage Trust.